# Berthold Heitz
Berthold Heitz (* 3. Juni 1900 in Ludwigshafen am Rhein; † 25. Oktober 1987 ebenda) war ein deutscher Unternehmer und Politiker (FDP).

## Leben
Heitz besuchte 1907–1915 die Volksschule Ludwigshafen-Friesenheim und machte ab 1915 eine Lehre als Maschinen- und Werkzeugmacher. 1918 war er Soldat im Ersten Weltkrieg. Danach arbeitete er in verschiedenen Firmen als Schlosser, bevor er 1927–1930 eine Ausbildung als Maschinentechniker an der Fachschule in Mannheim mit Abschluss absolvierte. 1931 wurde er selbstständiger Wäschereibesitzer und legte 1936 Meisterprüfung als Wäscher- und Plättermeister ab. 1939 leitete er erneut für kurze Zeit Kriegsdienst.

## Politik
1950 wurde Heitz Mitglied der FDP und war 1956–1961 Vorsitzender des FDP-Kreisverbands Ludwigshafen, später wurde er Ehrenvorsitzender. Kommunalpolitisch war er 1952–1974 als Mitglied des Stadtrats Ludwigshafen tätig.
1963 wurde er zwar nicht in den fünften Landtag Rheinland-Pfalz gewählt, rückte aber am 5. Oktober 1964 für Eduard Schmurr in den Landtag nach, dem er bis 1967 angehörte. Im Landtag war er Mitglied im Grenzlandausschuss und Wirtschafts- und Verkehrsausschuss.

## Auszeichnungen
- Bundesverdienstkreuz
- Freiherr-vom-Stein-Plakette
- Ehrenring der Stadt Ludwigshafen.